# Labrus viridis
Labre vert
Espèce
Statut de conservation UICN

 VU  : Vulnérable
Labrus viridis, communément appelé Labre vert, est une espèce de poissons de la famille des Labridae.

## Description
Labrus viridis peut mesurer jusqu'à 47 cm. Il a une forme allongée et son corps est fin. Ses couleurs sont très vives. Sa peau présente de petites taches blanches et parfois une bande qui s'étend des yeux à la queue. 
C'est un poisson comestible dont la chair est molle.

## Répartition et habitat
On le trouve à l'est de l'océan Atlantique, du Portugal au Maroc, dans la mer Méditerranée et dans la mer Noire. Il vit dans les côtes rocheuses et les herbiers de posidonie. 